# Relation de Planck-Einstein

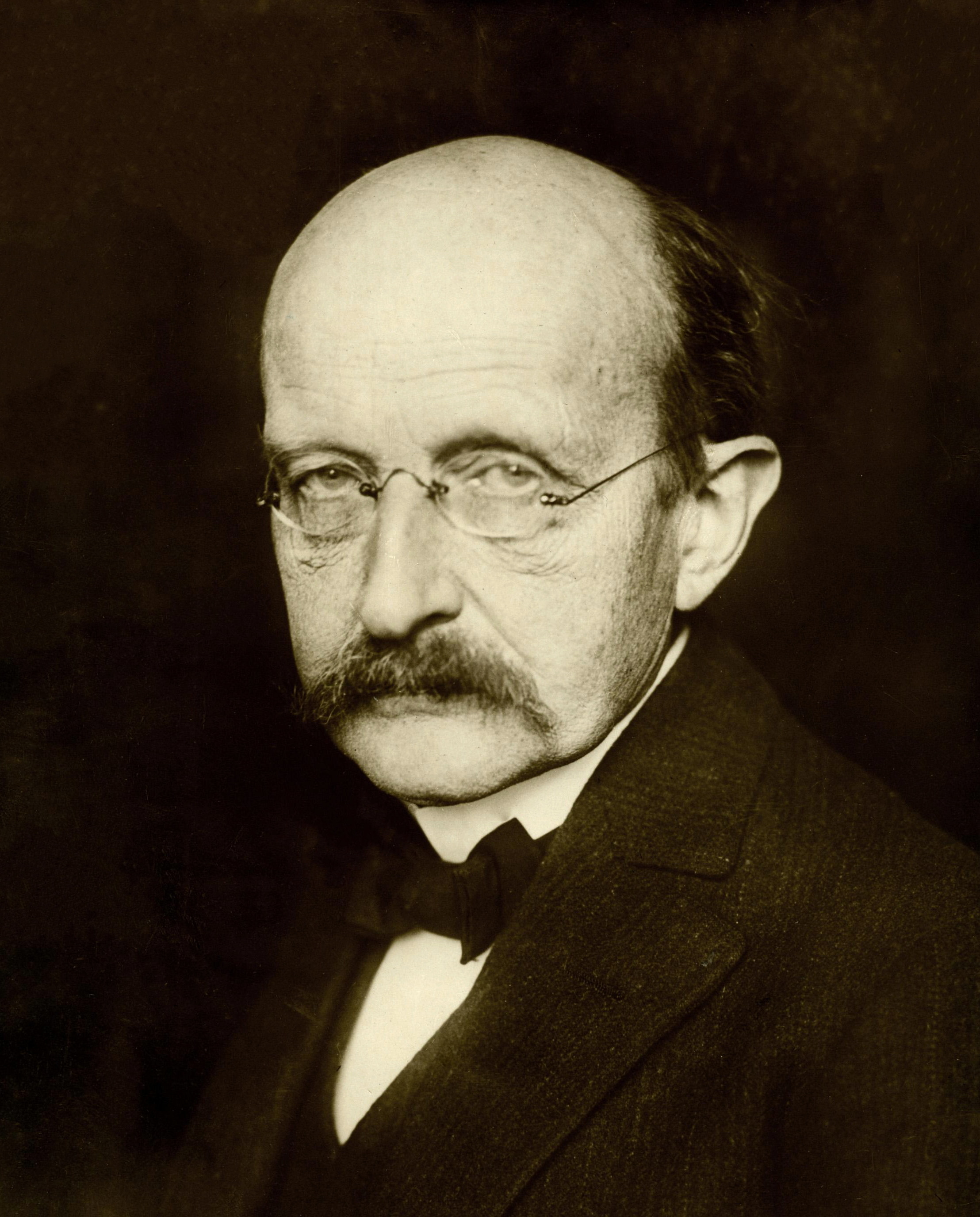
Max Planck, en 1933

La relation de Planck-Einstein, parfois plus simplement appelée relation de Planck, est une relation de base de la mécanique quantique. Elle traduit le modèle corpusculaire de la lumière (ou plus généralement de toute onde électromagnétique) en permettant de calculer l'énergie transportée par un photon.

Cette relation s'écrit simplement : 
où : 
- {\displaystyle E} est l'énergie du photon (en joules) ;
- {\displaystyle h} est la constante de Planck dont une valeur approchée est : {\displaystyle h\approx 6{,}63\times 10^{-34}\ {\rm {J\cdot s}}} ;
- {\displaystyle \nu } la fréquence (en hertz) de l'onde électromagnétique associée au photon considéré.

## Contexte historique de la découverte
A la fin du XIXe siècle, le modèle ondulatoire de la lumière est solidement ancré dans la physique car celui-ci a permis de prévoir et comprendre certains phénomènes optiques (comme la diffraction ou les interférences), mais ne s'accorde pas avec la théorie du corps noir, ce que les physiciens appellent aussi « la catastrophe ultraviolette ».
En 1900, le physicien allemand Planck émet l'hypothèse de la quantification de l'énergie dans le phénomène du corps noir. En 1905, le physicien suisse Einstein reprend cette hypothèse pour interpréter l'effet photoélectrique, mal expliqué à l'époque, en supposant que la lumière transporte l'énergie par quanta indivisibles.
La notion de photon, particule associée à la lumière, sera introduite plus tard.
C'est pour rendre honneur à leur contribution conjointe que, dans les ouvrages de référence scolaires et universitaires (et plus généralement dans la littérature scientifique), la relation liant l'énergie du photon à sa fréquence est souvent appelée relation de Planck-Einstein (ou plus brièvement relation de Planck pour éviter toute confusion avec les relations de la relativité d'Einstein).
Ces travaux, à l'origine de cette relation, seront par deux fois récompensés par un prix Nobel de physique : en 1918 pour Max Planck et en 1921 pour Albert Einstein.

## Interprétations de la relation

### En termes de fréquence
La relation indique simplement que l'énergie d'un photon est proportionnelle à sa fréquence. 
La constante de proportionnalité étant la constante de Planck. Cependant, cette simplicité se traduit aussi par le fait que l'énergie d'un photon ne dépend que d'un unique paramètre : sa fréquence.
Ainsi, il est possible que l'effet photoélectrique ne soit pas observable avec une radiation monochromatique rouge très intense alors que sa mise en évidence est possible avec une radiation monochromatique bleue (ou ultraviolette) même peu intense. L'interprétation de l'effet photoélectrique est ainsi révolutionnaire dans le sens où ce n'est pas une simple augmentation de l'intensité (donc du flux de photons) mais une augmentation de la fréquence du rayonnement qui permet d'arracher un électron de la surface d'un métal photosensible soumis à ce rayonnement lumineux. Les échanges énergétiques lors de l'interaction lumière-matière se font ainsi de manière "discrète" et non "continue".

### En termes de longueur d'onde
Il est possible de raisonner en termes de longueur d'onde {\displaystyle \lambda } plutôt qu'en fréquence {\displaystyle \nu }. 
Dans le cas d'une onde électromagnétique se propageant dans le vide, les deux grandeurs sont liées par la relation : {\displaystyle \nu =c/\lambda }.

La relation de Planck-Einstein s'écrit alors : 
où {\displaystyle c} est la célérité de la lumière dans le vide.
Sous cette forme, la relation indique que l'énergie d'un photon est inversement proportionnelle à sa longueur d'onde. 
Ainsi, les rayonnements de longueur d'onde plus courte que le visible (rayons gamma, rayons X, rayons ultraviolets) sont bien plus énergétiques que ceux de grande longueur d'onde (rayons infrarouges, micro-ondes, ondes radio), d'où une interaction avec la matière radicalement différente.

### En termes d'impulsion
Bien que dépourvu de masse, le photon possède une quantité de mouvement {\displaystyle p} (aussi appelée impulsion).
En utilisant la relation postulée par le physicien français De Broglie dans le cadre de la théorie de la dualité onde-corpuscule : {\displaystyle \lambda =h/p} ;
on obtient une relation donnant l'impulsion du photon :
On peut également déterminer l'impulsion du photon avec des considérations de relativité restreinte mettant en jeu le quadrivecteur énergie-impulsion. 

## Ordres de grandeur de l'énergie d'un photon
La relation de Planck-Einstein permet de calculer l'énergie d'un photon pour diverses catégories d'ondes électromagnétiques.
Voici quelques ordres de grandeur, en utilisant une unité d'énergie plus adaptée : l'électronvolt (eV), ainsi que son multiple (le kiloélectron-volt : keV) et ses sous-multiples (le milliélectronvolt : meV et le microélectronvolt : µeV). 
La valeur approchée de l'électron-volt étant : 1 eV ≈ 1,60 × 10−19 J.
| Nom                 | Longueur d'onde | Fréquence                     | Énergie du photon  | Interaction avec la matière                         |
| ------------------- | --------------- | ----------------------------- | ------------------ | --------------------------------------------------- |
| Rayons gamma        | < 10 pm         | > 3,0 × 1019 Hz               | > 124 keV          | Transitions dans le noyau atomique                  |
| Rayons X            | 10 pm – 10 nm   | 3,0 × 1016 Hz – 3,0 × 1019 Hz | 124 eV – 124 keV   | Transitions des électrons internes de l'atome       |
| Rayons ultraviolets | 10 nm – 390 nm  | 7,7 × 1014 Hz – 3,0 × 1016 Hz | 3,2 eV – 124 eV    | Transitions des électrons de valence de l'atome     |
| Visible             | 390 nm – 780 nm | 3,8 × 1014 Hz – 7,7 × 1014 Hz | 1,6 eV – 3,2 eV    | Transitions des électrons de valence de l'atome     |
| Rayons infrarouges  | 780 nm – 1 mm   | 3,0 × 1011 Hz – 3,8 × 1014 Hz | 1,24 meV – 1,6 eV  | Vibrations moléculaires, Oscillations de particules |
| Micro-ondes         | 1 mm – 30 cm    | 1,0 × 109 Hz – 3,0 × 1011 Hz  | 4,1 µeV – 1,24 meV | Vibrations moléculaires, Oscillations électroniques |
| Ondes radio         | > 30 cm         | < 1,0 × 109 Hz                | < 4,1 µeV          | Oscillations d'électrons d'un circuit électrique    |

## Interprétation des spectres de raies
La quantification des échanges d'énergie entre lumière et matière a apporté un nouvel essor à la spectroscopie. En effet, cela a permis d'interpréter les spectres de raies d'émission et les spectres de raies d'absorption étudiés durant tout le XIXe siècle avec la contribution des physiciens allemands Fraunhofer et Kirchoff. 
La relation de Planck-Einstein permet ainsi de calculer les longueurs d'onde des raies correspondant aux transitions au sein de l'entité (atome ou ion) de l'élément chimique considéré. Par exemple, les raies de Balmer sont des raies visibles du spectre de l'atome d'hydrogène. Ces raies d'émission correspondant à une transition aboutissant au premier état excité (aussi appelé niveau 2).